# Списак четничких војвода
Списак четничких војвода представља списак појединаца којима је додељена титула четничког војводе, без обзира на историјски период дјеловања.

## 19. век
- Никола Коле Рашић

## Војводе Старе Србије и Македоније, Балканских ратова
- Коста Миловановић-Пећанац (1904)
- Јован Стојковић-Бабунски (1905)
- Војислав Танкосић-Воја (1905)
- Лазар Кујунџић-Клемпа (1905)
- Павле Младеновић-Чича (1905)
- Љуба Јездић-Развигора (1905)
- Аксентије Бацетовић-Бацета (1905)
- Саватије Милошевић (1905)
- Борко Паштровић (1905)
- Доксим Михаиловић (1905)
- Илија Јовановић-Пчињски (1905)
- Јован Станојковић-Довезенски
- Војин Поповић-Вук
- Светозар Рајковић
- Трајко Митровић-Копоран Чауш
- Јован Цветковић-Долгач
- Зафир Премчевић
- Стојан Симоновић-Коруба
- Крста Ковачевић-Трговишки
- Тренко Рујановић
- Спаса Павловић-Гарда
- Риста Цветковић-Сушачки
- Ђорђе Цветковић-Дримколски
- Јанићије Мићић
- Павле Јачински
- Петко Илић
- Раде Радивојевић-Душан
- Драгољуб Николић
- Риста Стевановић-Старачки
- Јован Пешић
- Илија Трифуновић-Бирчанин
- Ђорђе Ристић-Скопљанче
- Арса Станковић
- Благоје Лепојевић
- Владимир Ковачевић
- Јован Грковић-Гапон
- Ванђел Димитријевић-Скопљанче
- Александар Благојевић
- Драгиша Ковачевић
- Душан Димитријевић-Дуле
- Стеван Недић-Ћела
- Тодор Крстић-Алгуњски
- Бранивоје Јовановић-Брана
- Милан Васић
- Павле Видојевић
- Павле Блажарић
- Алекса Коминић-Херцеговац
- Сретен Рајковић-Руднички
- Панта Радосављевић
- Величко Доморовски
- Риста Максимовић-Гиљанче
- Вукајло Божовић-Прота
- Миливоје Динић
- Таса Донић-Смедеревац
- Милутин Бабовић
- Петар Митрозић
- Милутин Ивановић
- Василије Трбић
- Војвода Драгомир
- Богдан Југовић Хајнц
- Радоје Пантић
- Милорад Павићевић
- Милосав Јелић
- Душан Јездић
- Никола Скадарац (1908)
- Петар Коћура (1908)
- Мицко Крстић
- Анђелко Крстић
- Богдан Раденковић
- Јован Наумовић-Осоговски
- Јован Ћирковић
- Лука Ћеловић
- Милорад Гођевац
- Никола Спасић
- Љубомир Ковачевић
- Васа Јовановић
- Влада Т. Милановић
- Сретен Вукосављевић
- Петар Кацаревић
- Живко Гвоздић
- Вукајло Божовић
- Петар Петровић Азанац
- Анђелко Алексић

## Балкански ратови и Први светски рат
- Милија и Павле Бакић
- Михаило Петровић (четник)
- Урош Костић-Рудинац
- Илија Трифуновић-Бирчанин (1916; борио се у Старој Србији током њемачке, аустроугарске и бугарске окупације)
- Војин Поповић (1916)
- Коста Војиновић (1916)
- Димитрије Димитријевић Мита (1916)
- Пуниша Рачић (1916)

## Именовани током Другог светског рата
Илија Трифуновић-Бирчанин, као најстарији четнички војвода током рата именовано је 30 четничких војвода:
У Србији:
- бригадни генерал Мирослав Трифуновић, војвода шумадијски,
- капетан Драгослав Рачић, војвода поцерски,
- поручник Никола Калабић, војвода опленачки,
- мајор Драгутин Кесеровић, војвода расински,
- поручник Звонимир Вучковић, војвода таковски,
- поручник Предраг Раковић, војвода љубићки,
- капетан Душан Смиљанић, војвода гружански,
- мајор Александар Михајловић Вили, војвода авалски,
- потпоручник Милутин Јанковић, војвода драгачевски,
- мајор Велимир Пилетић, војвода крајински,
- поручник Нешко Недић, војвода ваљевски.
- мајор Маринковић Радомир Војвода Шумадински.

У Подрињу:
- Перо Ђукановић, војвода од Лудмера
- Анђелко Адамовић, војвода крајински

У Босни и Херцеговини:
- поручник Урош Дреновић, војвода крајишки,
- Радивоје Керовић, војвода мајевички,
- Доброслав Јевђевић, војвода невесињски
- мајор Петар Баћовић, војвода калиновички,
- поручник Петар Самарџић
- поп Радојица Перишић
- Саво Ковач

У Далмацији:
- поп Момчило Ђујић
- Мирко Марић
- Бранко Богуновић
- Мане Роквић
- Влада Новаковић

У Словенији:
- капетан Карл Новак

У Црној Гори:
- бригадни генерал Блажо Ђукановић, војвода ловћенски
- пуковник Бајо Станишић
- капетан Павле Ђуришић, војвода дурмиторски
- капетан Мило Ракочевић, војвода морачки

У Старом Расу:
- капетан Војислав Лукачевић

У Врховној команди:
- мајор Захарије Остојић, војвода дрински

У штабу Илије Трифуновића:
- капетан Радован Иванишевић, војвода динарски

## Именовани после Другог светског рата
- Војислав Шешељ — именовао Момчило Ђујић 28. јуна 1989.[1]

### Именовао Војислав Шешељ
- Томислав Николић — именовао Војислав Шешељ 13. маја 1993. на Романији[2].
- Раде Чубрило — именовао Војислав Шешељ 20. маја 1994. (по једној верзији то је учинио Момчило Ђујић)[3]
- Славко Алексић — именовао Војислав Шешељ 13. маја 1993.
- Мирко Благојевић — именовао Војислав Шешељ 13. маја 1993.[4]
- Бранислав Вакић — именовао Војислав Шешељ 13. маја 1993.[4]
- Недељко Видаковић — именовао Војислав Шешељ 13. маја 1993.
- Мирослав Челе Вуковић — именовао Војислав Шешељ 13. маја 1993. Одлуком Централне Отаџбинске Управе, Војислава Шешеља и војводског савета, наредбом бр. 156 од 20. априла 1994, одузето му је звање Српског четничког војводе, због губљења части, поштења и кршења и непоштовања кодекса четничких војвода.
- Бранислав Гавриловић Брне — именовао Војислав Шешељ 13. маја 1993.
- Милика Дачевић Чеко — именовао Војислав Шешељ 13. маја 1993. Одлуком Централне Отаџбинске Управе, Војислава Шешеља и војводског савета, наредбом бр. 156 од 20. априла 1994, одузето му је звање Српског четничког војводе, због губљења части, поштења и кршења и непоштовања кодекса четничких војвода.
- Зоран Дражиловић Чича — именовао Војислав Шешељ 13. маја 1993.
- Тодор Лазић — именовао Војислав Шешељ 13. маја 1993.
- Милан Ланчужанин Камени — именовао Војислав Шешељ 13. маја 1993.
- Митар Максимовић Манда — именовао Војислав Шешељ 13. маја 1993.
- Јово Остојић — именовао Војислав Шешељ 13. маја 1993.
- Љубиша Петковић — именовао Војислав Шешељ 13. маја 1993. Одлуком Централне Отаџбинске Управе, Војислава Шешеља и војводског савета, наредбом бр. 156 од 20. априла 1994, одузето му је звање Српског четничког војводе, због губљења части, поштења и кршења и непоштовања кодекса четничких војвода.
- Срећко Радовановић — именовао Војислав Шешељ 13. маја 1993.
- Драган Цветиновић — именовао Војислав Шешељ 13. маја 1993.
- Василије Видовић Васке — именовао Војислав Шешељ 20. маја 1994.
- Радован Раде Радовић — именовао Војислав Шешељ 20. маја 1994.
- Никола Поплашен — именовао Војислав Шешељ 20. маја 1994.
- Миодраг Трипковић — именовао Војислав Шешељ 20. маја 1994.
- Оливер Денис Барет — именовао Војислав Шешељ 20. маја 1994.[5]

### Именовао Александар Марковић
Војвода Александар Марковић — Туларски именовао је 21. септембра 1993. године, у Храму Благовести Пресвете Богородице у селу Трнава код Чачка, следеће четничке војводе:
Из Србије:
- Момчило Грковић - Ваљево
- Виде Стојковић - Чачак

### Именовао Михајло Јабланички
Војвода Михајло Јабланички , најстарији четнички војвода је 28.јуна 2003.године,у Троноши код Лознице именовао четничког војводу:
Из Србије:
- Саша Милосављевић

### Именовао Јово Остојић
Војвода Јово Остојић именовао је 24. фебруара 2007. године, у Храму Св. Трифуна у Београду следеће четничке војводе:
Из Србије:
- Гојко Рабреновић
- Милисав Аћимовић

### Именовао Мило Ракочевић
Мило Ракочевић именовао је у аманету 12. маја 2007. на основу својих сазнања:
Из Србије:
- Мирчета Иванчевић
- Бранислав Јевтић
- Миодраг Миловановић
- Гојко Даничић
- Миломир Весић Миша

Из Црне Горе:
- Милан Добрашиновић
- Андрија Мандић
- Милета Павићевић
- Вуко Влаховић

Из Републике Српске:
- Јован Тинтор
- Драшко Стојисављевић

Из Дијаспоре:
- Чедомир Ашанин
- Божидар Вешовић
- Томислав Томовић

Из Словеније:
- Урош Шуштерич

### Именовао Милика Дачевић
Војвода Милика-Чеко Дачевић именовао је 2.8.2012. године у Храму Свете Тројице у Зубином потоку на Косову и Метохији и 23.8.2012. године, у Храму Св. Сирмијских мученика Епископа Иринеја и Ђакона Димитрија у Сремској Митровици следеће четничке војводе:
Из Србије:
- Драган Милољуба Кнежевић - Ваљево
- Мирко Ненада Велимировић - Пајо
- Драгомир Владета Јовановић - Ваљево
- Раде Николе Милановић Лабра
- Љубомир хаџи Ђорђа Воларевић